# Елисео Саласар
Елисео Саласар (на испански: Eliseo Salazar) е чилийски автомобилен състезател, пилот от Формула 1.
Роден е на 14 ноември 1954 година в Сантяго де Чиле, Чили.